# Herma Meijer
Herma Meijer (Assen, 16 april 1969) is een gestopte Nederlandse schaatsster. Ze was actief tussen de jaren 1987 en 1993 en was lid van trainingsgroep De Scheuvelloper in Assen. Ze deed mee aan de Olympische Winterspelen van 1992 op de 500 en 1000 m en eindigde als 11e en 12e.. Ze werd Nederlands kampioene allround in 1990 en won twee nationale afstandstitels, op de 500 m (1989) en 1500 m (1990).
Op 2 maart 1988	werd zij in Heerenveen Nederlands kampioene op de kortebaan, vóór Christine Aaftink en Els Meijer. In 1989 werd Meijer tweede achter Ingrid Haringa. Ook in 1990 en 1992 werd ze Nederlands kampioene op de korte baan. In deze jaren liet zij respectievelijk Aaftink en Annamarie Thomas achter zich.

## Resultaten
| Jaar | Plaats | Kampioenschap           |
| ---- | ------ | ----------------------- |
| 1986 | 5      | WK Junioren Allround    |
| 1987 | 19     | NK Afstanden 500m       |
| 1987 | 16     | NK Afstanden 1500m      |
| 1987 | 10     | NK Afstanden 3000m      |
| 1987 | 12     | NK Afstanden 5000m      |
| 1988 | Brons  | NK Afstanden 500m       |
| 1988 | 7      | NK Afstanden 1000m      |
| 1988 | 9      | NK Afstanden 1500m      |
| 1988 | 12     | NK Afstanden 3000m      |
| 1988 | 7      | NK Allround             |
| 1989 | 11     | WK Allround             |
| 1989 | 12     | WK Sprint               |
| 1989 | 9      | EK Allround             |
| 1989 | Goud   | NK Afstanden 500m       |
| 1989 | 7      | NK Afstanden 1500m      |
| 1989 | 9      | NK Afstanden 3000m      |
| 1989 | 6      | NK Afstanden 5000m      |
| 1990 | 4      | WK Allround             |
| 1990 | 5      | WK Sprint               |
| 1990 | 5      | EK Allround             |
| 1990 | Zilver | NK Afstanden 500m       |
| 1990 | Goud   | NK Afstanden 1500m      |
| 1990 | 10     | NK Afstanden 3000m      |
| 1990 | 5      | NK Afstanden 5000m      |
| 1990 | Goud   | NK Allround             |
| 1991 | 16     | WK Sprint               |
| 1991 | 4      | NK Afstanden 500m       |
| 1991 | 5      | NK Afstanden 1000m      |
| 1991 | Brons  | NK Afstanden 1500m      |
| 1991 | 7      | NK Allround             |
| 1991 | Brons  | NK Sprint               |
| 1992 | 11     | Olympische Spelen 500m  |
| 1992 | 12     | Olympische Spelen 1000m |
| 1992 | 15     | WK Sprint               |
| 1992 | 5      | NK Afstanden 500m       |
| 1992 | Brons  | NK Afstanden 1000m      |
| 1992 | 14     | NK Afstanden 1500m      |
| 1992 | DNS2   | NK Sprint               |
| 1993 | 19     | WK Sprint               |
| 1993 | Zilver | NK Afstanden 2x500m     |
| 1993 | 4      | NK Afstanden 1000m      |
| 1993 | Zilver | NK Sprint               |

## PR
- 500 m – 40.53 (1989)
- 1000 m – 1:22.88 (1989)
- 1500 m – 2:05.98 (1990)
- 3000 m – 4:27.62 (1990)
- 5000 m – 7:37.65 (1990)